# R-функция
R-функция (функция Рвачёва) — числовая функция действительных переменных, знак которой вполне определяется знаками её аргументов при соответствующем разбиении числовой оси на интервалы {\displaystyle (-\infty ,0)} и {\displaystyle [0,\infty )}. Впервые R-функции были введены в работах В. Л. Рвачёва. В отличие от классической аналитической геометрии теория R-функций занимается синтезом задач и уравнений с известными свойствами. 
Для изучения R-функций надо знать не только классическую аналитическую геометрию, но и теорию множеств.

## Определение
Числовая функция {\displaystyle z=z(x,\;y)} называется R-функцией, если существует такая сопровождающая булева функция {\displaystyle \Phi \;} с тем же числом аргументов, что
{\displaystyle \mathrm {sign} (z)=\Phi (\mathrm {sign} (x),\;\mathrm {sign} (y)).}
Аналогично вводится понятие R-функции при количестве аргументов {\displaystyle n\;>\;2.}
Каждой R-функции соответствует единственная сопровождающая булева функция. Обратное неверно: одной и той же булевой функции соответствует бесконечное число (ветвь) R-функций.
Множество R-функций замкнуто в смысле суперпозиции R-функций. Система R-функций {\displaystyle {\mathcal {H}}} называется достаточно полной, если множество всех суперпозиций элементов {\displaystyle {\mathcal {H}}} (множество {\displaystyle {\mathcal {H}}}-реализуемых функций) имеет непустое пересечение с каждой ветвью множества R-функций. Достаточным условием полноты является полнота системы {\displaystyle {\mathcal {H}}^{*}} соответствующих сопровождающих булевых функций.

## Полные системы R-функций
Наиболее часто используемой полной системой R-функций является система {\displaystyle {\mathcal {R}}_{\alpha }} (при {\displaystyle -1<\alpha \leq 1}):
{\displaystyle x\wedge _{\alpha }y\equiv {\frac {1}{1+\alpha }}(x+y-{\sqrt {x^{2}+y^{2}-2\alpha xy}}),}
{\displaystyle x\vee _{\alpha }y\equiv {\frac {1}{1+\alpha }}(x+y+{\sqrt {x^{2}+y^{2}-2\alpha xy}}),}
{\displaystyle {\bar {x}}\equiv -x.}
При {\displaystyle \alpha =0\;} имеем систему {\displaystyle {\mathcal {R}}_{0}}:
{\displaystyle x\wedge _{0}y\equiv x+y-{\sqrt {x^{2}+y^{2}}},\quad x\vee _{0}y\equiv x+y+{\sqrt {x^{2}+y^{2}}},\quad {\bar {x}}\equiv -x.}
При {\displaystyle \alpha =1\;} имеем систему {\displaystyle {\mathcal {R}}_{1}}:
{\displaystyle x\wedge _{1}y\equiv {\frac {1}{2}}(x+y-|x-y|),\quad x\vee _{1}y\equiv {\frac {1}{2}}(x+y+|x-y|),\quad {\bar {x}}\equiv -x.}
В последнем случае R-функции конъюнкции и дизъюнкции совпадают с соответствующими t-нормой и t-конормой нечёткой логики:
{\displaystyle x\wedge y\equiv \min(x,y),\quad x\vee y\equiv \max(x,y).}

## Приложения
С помощью R-функций оказывается возможным построение в неявной форме уравнений границ составных областей по известным уравнениям простых областей. Описание границы сложной области в виде единого аналитического выражения позволяет создавать структуры решения краевых задач математической физики, зависящие от неопределённых компонент и точно удовлетворяющие граничным условиям. Неопределённые компоненты таких структур могут далее находиться одним из вариационных или проекционных методов решения краевых задач (коллокации, Рэлея—Ритца, Бубнова—Галёркина—Петрова, наименьших квадратов). Метод решения краевых задач для уравнений в частных производных на основе теории R-функций носит название структурного метода R-функций или, в зарубежной литературе, RFM (R-Functions Method).
R-функции можно рассматривать как инструмент бесконечнозначной логики или нечёткой логики.
R-функции используются (в основном воспитанниками научной харьковской школы) при решении широкого класса задач математической физики (теории упругости, электродинамики, теории теплопроводности), а также в многомерной цифровой обработке сигналов и изображений, машинной графике и других областях.

## Применение теории R-функций и вейвлетов к решению краевых задач  математической физики
В работе профессора В.Ф. Кравченко и его ученика А.В. Юрина предложен и обоснован новый метод, основанный на теории R-функций и WA-систем функций (вейвлетов, построенных на основе атомарных функций), с применением вариационного принципа Галеркина-Петрова. 
При рассмотрении широкого класса краевых задач различной физической природы возникает необходимость в решении дифференциальных уравнений в частных производных, в которых исследуемая область имеет сложную
конфигурацию. В таких случаях, как правило, используются численные методы: сеточные (метод конечных разностей, конечных элементов, граничных элементов),
вариационные и проекционные (метод Ритца, Бубнова-Галеркина-Петрова, коллокаций, Трефтца, метод наименьших квадратов, метод фиктивных областей, R-функций). Однако, каждый
из них имеет свои преимущества и недостатки. Так, сеточные методы обладают большой эффективностью алгоритма (за счет чего и получили широкое распространение), но при этом не точно учитывают геометрию исследуемого объекта. В случае вариационных методов не всегда можно построить базисные функции, которые удовлетворяли бы  всем требуемым условиям. Поэтому их использование ограничено. Следует особо выделить метод R-функций, обладающий геометрической гибкостью и универсальностью по отношению к выбранному способу минимизации функционала. Применение такого подхода требует значительных вычислительных затрат. Это обусловлено использованием структурных формул, в основе которых лежат построенные с помощью R-операций функции области. Такие функции могут иметь сложную структуру, а для вычисления интегралов от них по области нестандартной формы необходимо использовать квадратурные формулы с высоким порядком точности. Вейвлет-базисы позволяют обойти указанные выше недостатки благодаря своим уникальным свойствам и разработать адаптивную расчетную схему без использования операции интегрирования. Такой подход возможен благодаря введению специальных коэффициентов, отражающих дифференциальные и интегральные характеристики базиса, а также коэффициентов разложения по вейвлетам функций области, краевых условий и правой части уравнения. Основным инструментом для реализации нового метода на основе R-функций и вейвлетов является схема Галеркина – Петрова решения дифференциальных уравнений в частных производных.
В работах на примере решения краевых задач эллиптического типа показана эффективность метода R-функций (функций В.Л. Рвачева) в сочетании с WA-системами функций, снимающего все недостатки, указанные ниже.